# Albin Ouschan
Albin Alois Ouschan (Klagenfurt, 14 augustus 1990) is een Oostenrijks poolbiljarter. Hij won onder meer het wereldkampioenschap 9-ball in zowel 2016 als 2021, terwijl hij in 2014 en 2022 ook nog twee keer verliezend finalist was. Ouschan bereikte in 2014 voor de eerste keer de eerste plaats op de wereldranglijst van de World Pool Association (WPA).

## Toernooizeges
Belangrijkste overwinningen:
- Wereldkampioenschap 9-ball: 2016, 2021
- World Cup of Pool: 2017, 2019 (beide samen met Mario He)
- European Open Pool Championship: 2022
- Mosconi Cup: 2015, 2016, 2020, 2021, 2022, 2023 (MVP op editie 2016)
- Premier League Pool: 2022
- Championship League Pool: 2021
- China Open 9-Ball Championship: 2015
- Euro Tour
  - Dutch Open: 2015
  - Bosnia Open: 2012
- European Pool Championships
  - Straight pool: 2016
- Austrian Pool Championship
  - Nine-ball: 2004, 2006, 2007, 2008, 2009
  - Straight pool: 2005, 2006, 2010, 2011
  - Eight-ball: 2005, 2006